# Tom Liljewalch
Thomas (Tom) Decimus Liljewalch, född den 7 september 1840 i Stockholm, död där den 16 februari 1904, var en svensk finansman. Han var son till Carl Fredrik Liljevalch den äldre.
Liljewalch blev ordinarie stadsmäklare i Stockholm 1866. Han deltog med brodern Edward i stiftandet av Bärgnings- och dykeriaktiebolaget Neptun 1870. Liljewalch inträdde 1893 i riksbankens styrelse och tjänstgjorde där som vikarierande deputerad till 1901. Han vilar på Norra begravningsplatsen utanför Stockholm.